# U-609 (tàu ngầm Đức)
U-609 là một tàu ngầm tấn công  Lớp Type VII thuộc phân lớp Type VIIC được Hải quân Đức Quốc Xã chế tạo trong Chiến tranh Thế giới thứ hai. Nhập biên chế năm 1942, nó đã thực hiện được bốn chuyến tuần tra và đánh chìm được hai tàu buôn với tổng tải trọng 10.288 GRT. Trong chuyến tuần tra cuối cùng, U-609 bị tàu corvette Lobelia (K05) thuộc Lực lượng Pháp quốc Tự do thả mìn sâu đánh chìm trong Đại Tây Dương vào ngày 6 tháng 2, 1943.

## Thiết kế và chế tạo

### Thiết kế

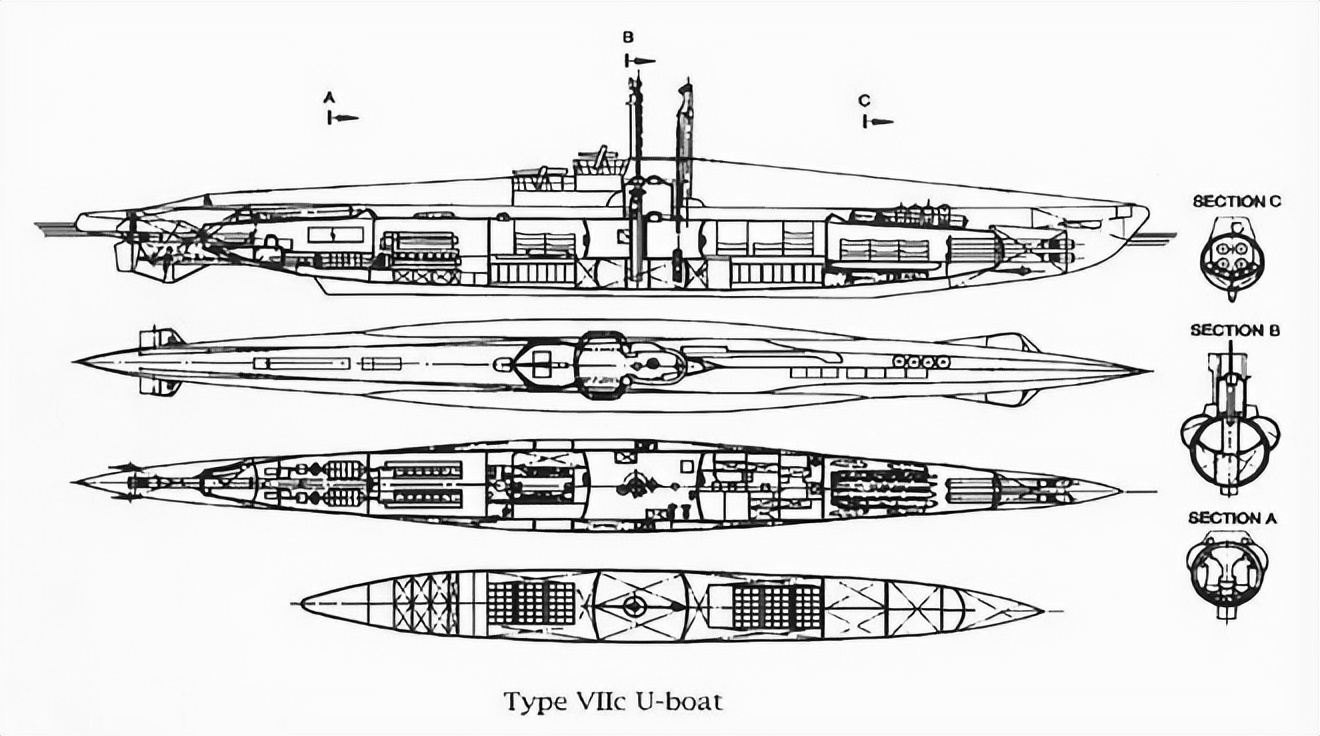
Sơ đồ các mặt cắt một tàu ngầm Type VIIC

Phân lớp VIIC của Tàu ngầm Type VII là một phiên bản VIIB được kéo dài thêm. Chúng có trọng lượng choán nước 769 t (757 tấn Anh) khi nổi và 871 t (857 tấn Anh) khi lặn). Con tàu có chiều dài chung 67,10 m (220 ft 2 in), lớp vỏ trong chịu áp lực dài 50,50 m (165 ft 8 in), mạn tàu rộng 6,20 m (20 ft 4 in), chiều cao 9,60 m (31 ft 6 in) và mớn nước 4,74 m (15 ft 7 in).
Chúng trang bị hai động cơ diesel Germaniawerft F46 siêu tăng áp 6-xy lanh 4 thì, tổng công suất 2.800–3.200 PS (2.100–2.400 kW; 2.800–3.200 bhp), dẫn động hai trục chân vịt đường kính 1,23 m (4,0 ft), cho phép đạt tốc độ tối đa 17,7 kn (32,8 km/h), và tầm hoạt động tối đa 8.500 nmi (15.700 km) khi đi tốc độ đường trường 10 kn (19 km/h). Khi đi ngầm dưới nước, chúng sử dụng hai động cơ/máy phát điện Garbe, Lahmeyer & Co. RP 137/c  tổng công suất 750 PS (550 kW; 740 shp). Tốc độ tối đa khi lặn là 7,6 kn (14,1 km/h), và tầm hoạt động 80 nmi (150 km) ở tốc độ 4 kn (7,4 km/h). Con tàu có khả năng lặn sâu đến 230 m (750 ft).
Vũ khí trang bị có năm ống phóng ngư lôi 53,3 cm (21 in), bao gồm bốn ống trước mũi và một ống phía đuôi, và mang theo tổng cộng 14 quả ngư lôi, hoặc tối đa 22 quả thủy lôi TMA, hoặc 33 quả TMB. Tàu ngầm Type VIIC bố trí một hải pháo 8,8 cm SK C/35 cùng một pháo phòng không 2 cm (0,79 in) trên boong tàu. Thủy thủ đoàn bao gồm 4 sĩ quan và 40-56 thủy thủ.

### Chế tạo
U-609 được đặt hàng vào ngày 22 tháng 5, 1940, và được đặt lườn tại xưởng tàu của hãng Blohm & Voss ở Hamburg vào ngày 7 tháng 4, 1941. Nó được hạ thủy vào ngày 23 tháng 12, 1941, và nhập biên chế cùng Hải quân Đức Quốc Xã vào ngày 12 tháng 2, 1942 dưới quyền chỉ huy của Hạm trưởng, Trung úy Hải quân Klaus Rudloff.

## Lịch sử hoạt động

### 1942
Sau khi hoàn tất việc huấn luyện trong thành phần Chi hạm đội U-boat 5, U-609 được điều sang Chi hạm đội U-boat 6 từ ngày 1 tháng 8, 1942 để hoạt động trên tuyến đầu cho đến khi bị mất.

#### Chuyến tuần tra thứ nhất
U-609 khởi hành từ cảng Kiel, Đức vào ngày 16 tháng 7, 1942 cho chuyến tuần tra đầu tiên trong chiến tranh. Nó tiến ra Bắc Hải, rồi băng qua khe GI-UK giữa quần đảo Faroe và Iceland để vòng qua quần đảo Anh và hoạt động tại vùng biển về phía Tây Nam Iceland trước khi chuyển sang khu vực giữa Bắc Đại Tây Dương. Tại đây vào ngày 31 tháng 8, nó tấn công Đoàn tàu SC-97 và đã đánh chìm các tàu buôn Panama Capira 5.625 GRT và tàu buôn Na Uy Bronxville 4.663 GRT. Chiếc tàu ngầm kết thúc chuyến tuần tra và đi đến căn cứ St. Nazaire bên bờ Đại Tây Dương của Pháp đã bị Đức chiếm đóng, đến nơi vào ngày 10 tháng 9. St. Nazaire trở thành căn cứ hoạt động chính của chiếc tàu ngầm cho đến khi nó bị mất.

### 1943

#### Chuyến tuần tra thứ tư – Bị mất
U-609 khởi hành từ cảng St. Nazaire vào ngày 16 tháng 1, 1943 cho chuyến tuần tra thứ tư, cũng là chuyến cuối cùng, và đã hoạt động tại vùng biển Bắc Đại Tây Dương về phía Tây Ireland (Khu vực Tiếp cận phía Tây). Đến ngày 6 tháng 2, nó bị tàu corvette Lobelia (K05) thuộc Lực lượng Pháp quốc Tự do thả mìn sâu đánh chìm tại tọa độ 54°56′B 28°11′T / 54,933°B 28,183°T. Toàn bộ 47 thành viên thủy thủ đoàn của U-609 đều đã tử trận.

### "Bầy sói" tham gia
U-609 từng tham gia sáu bầy sói:
- Vorwärts (25 tháng 8 – 1 tháng 9, 1942)
- Panther (13 – 16 tháng 10, 1942)
- Draufgänger (6 – 11 tháng 12, 1942)
- Raufbold (11 – 18 tháng 12, 1942)
- Landsknecht (19 – 28 tháng 1, 1943)
- Pfeil (1 – 7 tháng 2, 1943)

### Tóm tắt chiến công
U-609 đã đánh chìm được hai tàu buôn tổng tải trọng 10.288 GRT:
| Ngày             | Tên tàu    | Quốc tịch | Tải trọng | Số phận      |
| ---------------- | ---------- | --------- | --------- | ------------ |
| 31 tháng 8, 1942 | Capira     | Panama    | 5.625     | Bị đánh chìm |
| 31 tháng 8, 1942 | Bronxville | Norway    | 4.663     | Bị đánh chìm |